# Mhow Cantonment
Mhow Cantonment è una suddivisione dell'India, classificata come cantonment board, di 85 023 abitanti, situata nel distretto di Indore, nello stato federato del Madhya Pradesh. In base al numero di abitanti la città rientra nella classe II (da 50 000 a 99 999 persone).

## Geografia fisica
La città è situata a 22° 33' 0 N e 75° 46' 0 E e ha un'altitudine di 576 m s.l.m.

## Società

### Evoluzione demografica
Al censimento del 2001 la popolazione di Mhow Cantonment assommava a 85 023 persone, delle quali 46 023 maschi e 39 000 femmine. I bambini di età inferiore o uguale ai sei anni assommavano a 10 502, dei quali 5 474 maschi e 5 028 femmine. Infine, coloro che erano in grado di saper almeno leggere e scrivere erano 61 327, dei quali 36 011 maschi e 25 316 femmine.